# Национално знаме на Кот д'Ивоар
Националното знаме на Кот д'Ивоар е прието през 1959 година. Знамето представлява правоъгълно платнище с отношение 3:2 и е съставено от три вертикални еднакви по ширина ивици в оранжево, бяло и зелено.

## Символика
Съществуват различни версии за символиката на цветовете в знамето. Според една от тях, оранжевият цвят символизира саваната и плодородните земи в северната част на страната, зеленият – горите в южната част на страната, а белият – единството. Това схващане за символиката се отнася и за знамето на Нигер, което има същите цветове, но разположени хоризонтално. Според други източници, оранжевият цвят символизира страната, белият мира, а зеленият надеждата.

## Дизайн
Според конституцията на Кот д'Ивоар:

Чл. 48 Националният символ е трицветно знаме оранжев, бял и зелен цвят, разположени във вертикални полета с еднакви размери.

Точните характеристики на цветовете не са официално определени.
| Цвят | Официален цветови модел | RGB цветови модел | HEX цветови модел |
| ---- | ----------------------- | ----------------- | ----------------- |
|      | -                       | (247, 127, 0)     | #F77F00           |
|      | -                       | (255, 255, 255)   | #FFFFFF           |
|      | -                       | (0, 158, 96)      | #009E60           |
|      |                         | (0, 0, 0)         | #                 |
|      |                         | (0, 0, 0)         | #                 |
|      |                         | (0, 0, 0)         | #                 |

## Прилика с други знамена
Знамето на Кот д'Ивоар е много сходно с ирландския трикольор, тъй като цветовете на знамената са почти еднакви, но подредбата им е различна, както и отношението на широчината към дължината (2:3 на флага на Кот д'Ивоар и 1:2 на флага на Ирландия). Двете знамена са почти идентични, дотолкова, че в бягането на 60 метра на световния шампионат по лека атлетика в зала през 2018, котдивоарката Мюриел Ауре взема от публиката знаме на Ирландия и го обръща, за да отпразнува победата.
Знамето на Кот д'Ивоар има същите цветове като знамето на Нигер, с което споделят общ символика, както и знамето Индия.
- Ирландското знаме
- Знамето на Нигер
- Знамето на Индия